# Cú muỗi mỏ quặp Gould
Cú muỗi mỏ quặp Gould (tên khoa học: Batrachostomus stellatus) là một loài chim trong họ Họ Cú muỗi mỏ quặp.

## Mô tả
Cú muỗi mỏ quặp Gould có chiều dài khoảng 25 cm, đuôi dài 11–12 cm, cánh dài 12–13 cm, khối lượng 48,5 gram. Chúng có màu nâu hạt dẻ, phần đầu và lưng sẫm màu, phần cánh nhạt màu. Một vệt lông màu trên mắt màu vàng da bò. Một vòng màu trắng trên phía sau cổ. Có các đốm trắng trên cánh. Trên đuôi có các dải nhạt màu. Phần phía dưới cổ họng, ngực và bụng màu vàng kem với các vân hẹp màu nâu. Lông phía dưới cánh xen kẽ trắng đen.Con mái có xu hướng đỏ hơn, ít màu hung
Chúng được tìm thấy ở Brunei, Indonesia, Malaysia, Singapore, và Thái Lan. Môi trường sống tự nhiên của chúng là rừng ẩm vùng đất thấp nhiệt đới hoặc cận nhiệt đới.